# Bees Make Honey
Bees Make Honey war eine britische Pub-Rock-Band, die in der ersten Hälfte der 1970er in London populär war.

## Geschichte
Der Engländer Barry Richardson (Bass) kam Ende der 1960er Jahre nach London. Zuvor hatte er in Irland, wo er studiert hatte, in den Bands „The Alpine Seven“ und „Bluesville“ gespielt. In London spielte er Jazz im „Brian Lemon Trio“ und Country-Rock in der Band „Jan & the Southerners“. Mit seinen früheren irischen Musikerkollegen Ruan O’Lochlainn (Saxofon), Deke O’Brien (Gitarre, Gesang) und Mick Molloy (Gitarre) sowie dem US-Amerikaner Bob „Cee“ Siebenberg (Schlagzeug; später bei Supertramp) gründete er 1971 eine zunächst namenlose Band, die im Tally Ho Pub auftrat, wie auch Eggs over Easy. Ab Januar 1972 nannten sie sich „Bees Make Honey“.
Ihr Manager wurde Dave Robinson, der auch Brinsley Schwarz unter Vertrag hatte. Robinson besorgte ihnen Auftritte in anderen Pubs. Sie veröffentlichten 1973 bei EMI eine Single, Knee Trembler / Caldonia, und ein Album, Music Every Night. Danach gab es etliche Umbesetzungen. Ein zweites Album wurde aufgenommen, von EMI jedoch nicht veröffentlicht. Auch ein weiterer Versuch, bei DJM Records ein Album herauszubringen, scheiterte. 1974 brach die Band auseinander.
Später gab es eine Wiedervereinigung von Bees Make Honey. Vier Titel, live aufgenommen im Dezember 1976, erschienen 1977 als EP. Aufnahmen der Band erschienen später auch auf verschiedenen Kompilationen.